# ريما قرقفي
ريما قرقفي فرنجية (6 أكتوبر 1972 -) إعلامية سابقة، ناشطة سياسية وسيدة أعمال لبنانية.

## حياتها
ولدت في زحلة وأصلها من قرية الغابات جبيل، لأب لبناني إسمه بشارة ولأم عراقية من أصول آشورية إسمها ماريا،  ولديها أخت تصغرها سنا إسمها ريتا هاجرت في شهر كانون الأول من العام 1986 مع عائلتها إلى أستراليا ،عاشت طفولتها ومراهقتها في سيدني بعيدا عن نيران الحرب الأهلية اللبنانية، تربت على الثقافة الأنجلوسكسونية،أكملت دراستها الثانوية هناك، حصلت على شهادة في العلوم الإقتصادية من جامعة سيدني تخصصت في البورصة
عادت بعدها إلى بلدها لبنان في العام 1993 

## مشوارها المهني

### انطلاقتها مع المؤسسة اللبنانية للإرسال LBC
كانت انطلاقتها في المجال الإعلامي من خلال المؤسسة اللبنانية للإرسال LBCI بعد أن قرأت والدتها أعلانا توظيفا للمؤسسة يطلبون فتاة جامعية تجيد اللغات، تقدمت حينها 889 فتاة للوظيفة وكانت ريما المقبولة الوحيدة بينهن 
أول ظهور لها على الشاشة كان في 16 كانون الثاني 1994 يوم عقد القمة في جنيف بين الرئيسين حافظ الأسد وبيل كلينتون
بدأت أولا كمذيعة ربط برامج والفقرات في المحطة، كونت في بدايتها صداقة مع زميلتها هيلدا خليفة التي كانت تجتمع بها يوميا 
بعدها قدمت برنامجها الأول الخاص بها سبيسيال التي جالت فيها على مشاهير عالميين وكانت تجري معهم مقابلات أمثال سيندي كروفرد، مارتن سكورسيزي ،آل باتشينو، شارون ستون ، كريس دو برغ ، كلوديا شيفر ، باميلا أندرسون ، جون ترافولتا وسواهم، 
تميزت آنذاك بلكنتها الإنكليزية المحبّبة التي أكتسبتها من خلال عيشها في أستراليا أستطاعت بذلك تكوين قاعدة جماهرية خاصة بها.
في العام 1996 قدمت حلقات من البرنامج المفاجآت الإنساني  وقف تقلك
في العام 1997 شاركت زميلها طوني خليفة في تقديم أول برنامج مسابقات له بعنوان  بتخسر إذا ما بتلعب  الذي حقق ثورة جماهرية وأكسبها الشهرة عربيا
بين العامين 1998 -1999 شاركت أيضا زميليها طوني خليفة و هيلدا خليفة في تقديم برامج الألعاب  أنت وحظك
قدمت أيضا حفل انتخاب ملكة جمال لبنان لمرة واحدة، إضافة لعدد من المهرجانات اللبنانية التابعة لوزارة السياحة.
في سبتمبر من عام 2001 قدمت استقالتها من المؤسسة اللبنانية للإرسال لتتفرغ لحياتها الشخصية
بعد زواجها قامت ببيع مجوهراتها التي لم تعد تردتديها وتبرعت بالمال لصالح الجمعيات الخيرية

## حياتها الأسرية وإعتزالها
في عام 2001 تعرفت على الوزير والنائب سليمان طوني فرنجية، وارتبطا بعلاقة صداقة تحولت إلى انسجام قوي جدا تطور إلى حب، وتزوجت منه في 19 تموز / يوليو 2003، وتم عقد الزواج في كنسية مار تمورا في بلدة بنشعي بقضاء زغرتا، وكلّل العروسين خادم رعية زغرتا المارونية الخوري إسطفان فرنجية، ووقف عم الوزير روبير سليمان فرنجية إشبيناً له، فيما وقفت شقيقتها ريتا قرقفي إشبينة لها  ، وفي 6 تشرين الأول / أكتوبر 2007 أنجبت ابنتها الوحيدة فيرا.

## نشاطاتها الإنسانية والإجتماعية
رسمت خطة إنمائية عملت عليها عبر جمعية «الميدان» قوامها توفير حياة سليمة في بيئة صحية. دفعتها خبرتها الاقتصادية الاجتماعية لرصد احتياجات مجتمعها الجديد الذي يعاني من البطالة، ومن إهمال القطاع الزراعي
رئيسة لجنة مهرجان إهدنيات المهرجان الصيفي السنوي الذي يجمع طلابا يهتمون بالفنون يقدمون عروضا مختلفة، ونظمت ورشات عمل في أقضية زغرتا والكورة والبترون تناولت التوعية الطبية، والبيئية، حتى أن الأمم المتحدة اتخذت من عملية جمع البطاريات في أوعية نموذجا يحتذى للتخفيف من ضرر البطاريات التي ترمى عشوائيا أينما كان في حين أنها تستمر في بثّ سمومها لثلاثين عاما، كذلك قامت عبر «الميدان» بطلي جدران الأبنية في الشوارع الأساسية في قضاء زغرتا وبلغ عدد الأبنية المزينة 120. هذه الأنشطة كلها قامت بها ريما فرنجية مع بيئتها الجديدة في «فترة البراءة» كما تسميها أي حتى عام 2004
تشغل منصب رئيسة  مهرجان سينمائيات وتفاحته الذهبية التي خصصتها اللجنة لمن يقدم أفضل فيلم قصير عن «حوار الأديان» وكل العناصر التي تقرّب بين اللبنانيين في «ردّ حضاري» غير مباشر على فيلم «براءة المــسلمين» وتداعياته.
بدأت العمل في الإطار التنظيمي لتيار المردة عام 2006 وشاركت في عملية البناء واضعة لمسات أساسية في الشق الإعلامي والمكتب الشبابي واللجان الثقافية والبيئية والنسائية وأيضا في «مردة جونيور» المخصصة للأولاد. 
أهتمت بالقضية الفلسطينية وحق العودة من خلال زياراتها لمخميات اللاجئين الفلسطينيين كمخيم البداوي وغيرها
عام 2010 انشأت أول مركز للتوحد في شمال لبنان وهو “مركز الشمال للتوحد” التي ترأسه ويقع في الجديدة –زغرتا 
في مارس 2015 أطلقت مزاداً إلكترونيا على مجموعة من الأساور، من خلال الإعلامية هيلدا خليفة التي إختيرت بموجبه الوجه الأعلامي لهذا العمل الخيري، الذي يعود ريعه لمركز التوحد 